# Lago de Ifni
El lago de Ifni es un lago de montaña, probablemente de tipo volcánico, ubicado en el parque nacional del Toubkal a una altitud de 2295 m. Situado a 70 km al sur de Marrakech, en la parte central del Alto Atlas, entre los valles del N'Fiss al oeste y del Ourika al este.

## Geografía
El lago de Ifni es el lago de montaña más grande de Marruecos, y además el más elevado, ubicado en el corazón del Alto Atlas. Se encuentra al fondo de un valle enmarcado por las cumbres del djebel Toubkal, del Ouanoukrim y de la cima de Ifni.

## Turismo
En los últimos años, el atractivo de las montañas del Alto Atlas ha convocado año tras año a un buen número de turistas, que en muchas ocasiones realizan la ascensión al monte Tubqal y la visita al lago. Además, hay otras empresas que ofertan únicamente la visita al lago, en una actividad de dos días, incluso acampando en la orilla norte del lago.

## Cultura
El documental marroquí Amouddou grabó su séptimo episodio en el gran Atlas y más especialmente en el lago de Ifni.